# Sofija Tajber

Sofija Paula Tajber (Biala Podlaska, 23. lipnja 1890. – Siedlec, 28. svibnja 1963.) poljska je katolička redovnica, utemeljiteljica Družbe sestara Presvete Kristove Duše i službenica Božja.
Rođena je 1890. godine u velikoj obitelji kao najmlađe od petnaestero djece Rudolfa Tajbera i Marije rođene Luks. Dana, 8. srpnja iste godine krštena je u crkvi sv. Ane u mjestu Biala Podlaska. Roditelji su se nastanili u tom mjestu i osnovali su pilanu. Kad joj je bilo pet godina, preselili su se u Žitomir u Voliniji. Tamo je pohađala rusku srednju školu. Godine 1902. umrla joj je majka u dobi od 54 godine.
Nakon završene srednje škole, odlučila se pridružiti redovničkoj zajednici, ali njezina se obitelj tome snažno protivila. Jedan od njezine braće, želeći je odvratiti od ove odluke, predložio joj je da pročita ateističke knjige Voltairea i Nietzschea. Kao posljedica nepovoljne kućne atmosfere odmaknula se od vjerskih praksi, a pretjerana kritika Crkve i svećenstva potkopala je njezinu vjeru. Imajući lijep glas (sopran) i talentirana za taj smjer, 1911. posvetila se studiju glasovirske glazbe i vježbama pjevanja, najprije u Kijevu, zatim u Berlinu i Varšavi.
Na Veliki petak, 2. travnja 1915. u crkvi sv. Aleksandra u Kijevu tijekom klanjanja Presvetom Sakramentu doživjela je obraćenje. Ključni trenutak na putu njezina vjerskog zvanja bio je susret sa svećenikom Ignacijem Dubowskim, kasnije biskupom, koji je u njoj pronašao potencijal mistične snage, postajući njezin duhovni učitelj 1915. godine. Sustavan rad na sebi u atmosferi ljubaznosti i srdačnosti sve ju je više vodio i uvjeravao u pravi izbor. Izbijanje Prvog svjetskog rata te Oktobarska revolucija u Rusiji promijenili su joj život do te mjere da je u tom teškom vremenu, umjesto mržnje i prezira prema čovjeku, počela čitati djela velikih mistika sv. Terezije Avilske i sv. Ivana od Križa. Na zahtjev duhovnog učitelja, vodila je dnevnik svojih duhovnih meditacija. Na jednoj od stranica napisala je: "Moram napomenuti da od trenutka kada sam upoznala i razumjela beskrajnu Božju Ljubav prema svakoj ljudskoj duši zbog koje je On postao čovjekom, nikada nisam sumnjala u Njegovu Ljubav prema meni, a ona je bila moja poluga u svemu."
Unutarnja intuicija i napredak na putu duhovnog života rezultirali su mišlju o osnivanju nove vjerske zajednice, temeljene na načelima ljubavi, zahvalnosti i vjernosti, čija bi suština bila kontemplacija i čast Svete Duše Isusa Krista. Tijekom boravka u Žitomiru 1919. godine, ona i dvije suradnice pokušale su živjeti zajedno kako bi potvrdili svoj smjer budućeg ponašanja. Potom je 1920. otišla s idejom da materiju formiranja novog reda predstavi u Krakovu, gdje je pod vodstvom isusovačkih otaca prošla razdoblje duhovne formacije. Dana, 24. listopada 1923. u Prądnik Białyu otvorila je, uz suglasnost nadbiskupa Stefana Sapiehe, prvu kuću, u početku vjersku udrugu zajednice pod nazivom: Katolička udruga za produbljivanje vjerskog života u čast Svete Duše Krista Gospodina. Nakon toga uslijedilo je sirotište za napuštenu djecu, katehetski punkt za mlade i starije osobe te kuhinja za siromašne. Potom je pokrenula i otvorila 1927. seosku kapelu. U cijelosti se posvetila dobrotvornim djelima u službi bolesnika, siromašnih i starijih osoba. Uputila je članove da vode razne ateljee, tvornice i trgovine kako bi prikupili sredstva za dobrotvorne svrhe.
Suština djelovanja Zajednice, kako je naviještala Sofija Tajber, bila je oponašati i ljubiti Kristovu Presvetu Dušu kao znak svih vrlina, otkrivajući svoje misli, namjere i savršenstvo služenjem i posvećenjem drugih. Rekla je članovima Zajednice: "Svrha naše stvari je živjeti Isusa u nama, dati Isusu priliku da nas sve posjeduje za sebe, Boga, kako bi se Isus kroz nas mogao očitovati ne samo u neposrednoj okolini, već i u cijelom svijetu."
Godine 1949., kada je Udruga imala 16 ogranaka u pet biskupija i 95 suradnika, djelovanje je odobrio kardinal Stefan Sapieha. Tijekom svojih vjerskih zavjeta prihvatila je religiozno ime Paula. Osoba koja je prikupljala materijal o njoj, opisao ju je kako slijedi: "Majka osnivačica, 60-godišnja žena, srednje visine, pune figure. Njezin samopouzdan stav, izražava osjećaj osobnog dostojanstva, izaziva poštovanje. Tihi, lagani pokreti. Ozbiljna, ujednačena, mirna hoda. Fokusirana, ali ne ozbiljnoga izraza lica. Duboke smeđe oči. Može se reći da se odražava u njima tajanstvena dubina mentalnog života. Na djelu je razborita, čvrsta i odlučna. Prije nego što dade odlučan odgovor, razmotrit će sve za i protiv. Organizacijski posao vodi prema planu. Ima dar koncentracije na djelu. Ima sposobnost prijateljstva, kontakta s ljudima na različitim nivoima inteligencije."
1961. godine preselila se u ruralni kraj, gdje ju je kasnije, među ostalima, posjetio biskup Karol Wojtyła. Neposredno prije svoje smrti prorekla je da će postati papa.
Umrla je 28. svibnja 1963. u Siedlecu kod Krakova od posljedica komplikacija uzrokovanih ozbiljnom bolešću probavnih organa. Pogrebnom obredu 31. svibnja predsjedao je tadašnji biskup Karol Wojtyła, koji ju je u oproštajnom govoru prepoznao kao apostola Kristove Svete Duše. U početku je pokopana na groblju u Krakovu.

## Proces beatifikacije
Na inicijativu Družbe sestara Svete Duše Krista Gospodina, uvjerene u svetost njezina života, učinjeni su napori da je uzdignu do oltara. Dana, 9. studenog 1993. u metropolitanskoj kuriji u Krakovu otvoren je postupak beatifikacije. Sveta Stolica je 12. studenoga 1963. dala svoju suglasnost, da započinje proces njezine beatifikacije. Osnovano je posebno Povijesno povjerenstvo koje je istraživalo dokumentaciju i prepoznalo njezin život. Od tada je imala pravo na naziv službenica Božja. Dana 5. travnja 1994. njezini posmrtni ostaci premješteni su s groblja župe Białystok na sarkofag u predvorju kapele opće kuće Kongregacije sestara u Krakovu u ul. Majke Paule Sofije Tajber 1 (ranije ul. Zygmunta Glogera 1).